# Благовіщенське
Благові́щенське (до 1921 — Гру́шківський ви́сілок, у 1921—1924 роках — Благові́щенське, у 1924—2016 роках — Улья́новка) — місто в Україні, центр Благовіщенської громади Голованівського району Кіровоградської області. Відстань до обласного центру становить близько 200 км (автошляхом E584).

## Географія
Благовіщенське розташоване на річці Синиця — ліва притока Південного Бугу на Придніпровській височині. Поряд з містом проходить автомобільна траса Київ—Одеса (E95).
Фізична відстань до Києва — ~209,4 км.
Сусідні населені пункти:

## Історія

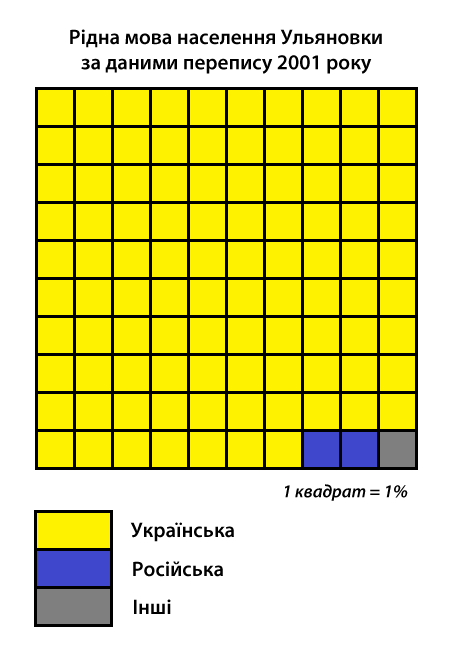
Рідна мова населення Благовіщенського за даними перепису 2001 року

Поселення на місці сучасного Благовіщенського виникло на початку XIX століття. Його історія тісно пов'язана з Грушківським цукровим заводом. Земля, на котрій був споруджений завод, належала графині Марії Строгановій (уродженій Потоцькій). Вона розпочала будівництво цукрового заводу восени 1870 року. Оскільки завод зводився неподалік с. Грушка, його назвали Грушківським. Одночасно з заводом зводились водяний млин, винокурня, кілька допоміжних будівель, а також 20 хат і дві казарми для робітників. Поселення називали Грушківський висілок.
1921 р. під житлові будинки було виділено нові землі — на правобережжі річки Синиці. Робітниче селище було названо Благовіщенське.
1924 р. селище отримало назву Ульяновка, на честь радянського діяча В. І. Ульянова — Леніна, хоча сам Ленін (як і Кіров) ані в Ульяновці, ані на Кіровоградщині ніколи не був.
25.10.1938 село Ульяновка віднесено до категорії смт.
01.02.1945 хутори Благовіщенський та Тарасівка (та 24.03.1966 – 1991/92 Шамраєве) включені в смугу смт Ульяновка.
Місто внесено до переліку населених пунктів, які потрібно перейменувати згідно із законом «Про засудження комуністичного та націонал-соціалістичного (нацистського) тоталітарних режимів в Україні та заборону пропаганди їхньої символіки». 17 березня 2016 року проєкт відповідної постанови № 485 було внесено до порядку денного пленарного засідання Верховної Ради, однак не розглянуто, і було остаточно ухвалено Верховною Радою 19 травня 2016 року.

## Економіка
- Грушківський цукровий завод (нині знаходиться в занедбаному стані).

## Населення

### Динаміка населення
Згідно з переписом населення 2001 року у місті проживало 7526 осіб.
| 1923 | 1926 | 1939   | 1959  | 1970   | 1979   | 1989   | 1992     | 2001  | 2006  | 2011  | 2012  |
| ---- | ---- | ------ | ----- | ------ | ------ | ------ | -------- | ----- | ----- | ----- | ----- |
| 695  | 916  | 4 тис. | 9 254 | 10 630 | 11 443 | 10 648 | 8,4 тис. | 7 526 | 6 901 | 6 236 | 6 199 |

### Національний склад
Розподіл населення за національністю за даними перепису 2001 року:
| Національність  | Відсоток |
| --------------- | -------- |
| українці        | 96,00%   |
| росіяни         | 2,74%    |
| роми            | 0,28%    |
| вірмени         | 0,20%    |
| білоруси        | 0,14%    |
| молдовани       | 0,14%    |
| інші/не вказали | 0,50%    |

### Мовний склад
Рідна мова населення за даними перепису 2001 року:
| Мова            | Чисельність, осіб | Доля   |
| --------------- | ----------------- | ------ |
| Українська      | 7 162             | 96,73% |
| Російська       | 184               | 2,49%  |
| Ромська         | 21                | 0,28%  |
| Вірменська      | 8                 | 0,11%  |
| Румунська       | 5                 | 0,07%  |
| Білоруська      | 5                 | 0,07%  |
| Болгарська      | 1                 | 0,01%  |
| Інші/Не вказали | 18                | 0,24%  |
| Разом           | 7 404             | 100%   |

## Відомі люди
- З 1950 року працювала завучем в школі № 1 Гринчик Марія Пилипівна, український педагог
- У 1969 році закінчив з золотою медаллю Ульяновську середню школу № 2 Валерій Сергійович Рибалкін, доктор філологічних наук.
- У 1975 році закінчив Грушківську середню школу Благовіщенського району Кіровоградської області Василь Червоній (1958—2009), політик.

### Народилися
- Бойко Юрій Миколайович (1971—2014) — загинув у боях на російсько-українському кордоні.
- Кожухар Катерина Сергіївна — редактор і ведуча радіожурналу «Renastere Відродження» громадської компанії «Теле-Радіо-Молдова», кандидат педагогічних наук.
- Кондратюк Сергій Якович — український ліхенолог та міколог.
- Лучинський Іван Володимирович (1975—2014) — сержант Збройних сил України, загинув у боях на російсько-українському кордоні.
- Музика Артур Сергійович (1978—2015) — полковник (посмертно) Збройних сил України, загинув у боях на російсько-українському кордоні.
- Сніцар Павло Леонідович (1976—2014) — загинув у боях на російсько-українському кордоні.
- Феодосій (Марченко) — єпископ УПЦ (МП).